# 大阪市立豊崎小学校
大阪市立豊崎小学校（おおさかしりつ とよさき しょうがっこう）は、大阪市北区にある公立小学校。
梅田地区から北へ1kmほどの都心部に位置する小規模校で、2006年度時点では1学年あたり10-20人前後、全校生徒は約110人。地域との連携に力を入れている。
校章はカタカナの「ト」を4つとカタカナの「キ」を3つ組み合わせたデザインとなっている。このデザインは学校名の「トヨサキ」[ト・4（ヨ）、3（サ）・キ]の語呂にも通じている。

## 沿革
学校所在地周辺は大正時代まで西成郡豊崎町に属していた。豊崎町では大正時代には、大阪市に近接している地理条件や工場の地域進出などにより人口が急増し、それに伴い地域の児童も増加していた。
大阪市豊崎第一尋常高等小学校（現在の大阪市立豊崎本庄小学校）の校区を分離する形で、当時の西成郡豊崎町で3番目の小学校・西成郡豊崎第三尋常小学校として、1915年に開校した。
豊崎町は1925年に大阪市に編入した（1925年東淀川区、1943年大淀区、1989年北区）。これに伴い大阪市豊崎第三尋常小学校へと改称した。
1941年には国民学校令の施行により、大阪市豊崎国民学校へ改称した。太平洋戦争の影響で大阪市の国民学校では1944年以降、児童の学童疎開が実施されることになった。縁故のないものは集団疎開をおこなうことになり、疎開先の府県は各行政区ごとに割り当てられた。当時学校周辺が属していた大淀区では京都府北部が疎開先として割り当てられ、豊崎国民学校では京都府天田郡上川口村・下川口村（いずれも現在は福知山市に編入）への疎開を実施した。
1945年6月1日の第二次大阪大空襲で校舎を全焼した。また校区への被害も大きかったため、終戦直後の1946年には大阪市豊崎本庄国民学校（1947年大阪市立豊崎本庄小学校）に統合されて休校となった。
その後地域の復興により、1954年に豊崎本庄小学校分校として元の場所で再開し、翌1955年に大阪市立豊崎小学校として独立した。

### 年表
- 1915年（大正4年）4月 - 大阪府西成郡豊崎第三尋常小学校として開校。
- 1925年（大正14年）4月1日 - 豊崎町が大阪市に編入されたことに伴い、大阪市豊崎第三尋常小学校と改称。
- 1934年（昭和9年）9月21日 - 室戸台風の暴風雨により木造校舎が倒壊[1]。
- 1941年（昭和16年）4月1日 - 国民学校令により、大阪市豊崎国民学校と改称。
- 1944年（昭和19年） - 京都府天田郡上川口村・下川口村（現在は福知山市に編入）へ集団疎開。
- 1945年（昭和20年）6月1日 - 大阪大空襲により校舎を焼失。
- 1946年（昭和21年） - 大阪市豊崎本庄国民学校（大阪市立豊崎本庄小学校）に統合し、休校。
- 1954年（昭和29年）1月 - 大阪市立豊崎本庄小学校の分校として再開。
- 1955年（昭和30年）4月1日 - 大阪市立豊崎小学校として再び独立。

## 通学区域
- 大阪市北区 豊崎1-7丁目、本庄西2丁目の一部。
卒業生は大阪市立豊崎中学校に進学する。

## 交通・アクセス方法
- Osaka Metro御堂筋線中津駅より北東へ約400m
- 阪急（各線）大阪梅田駅より北東へ約1km